# Apron du Rhône
Zingel asper
 (mars 2011).
Espèce
Statut de conservation UICN

 CR B2ab(iii) : 
En danger critique
L'Apron du Rhône (Zingel asper) est un poisson d'eau douce de la famille des percidés. Il est endémique du bassin Rhône-Méditerranée-Corse et dans quelques cours d'eau de Franche-Comté : Doubs franco-suisse, Loue. Il aurait récemment disparu de la Lanterne et de la confluence Doubs-Loue.
Parfois encore appelé « roi du Doubs » (ou plutôt roy du Doubs, roy signifiant « rêche » en patois neuchâtelois), il est actuellement considéré comme en voie d'extinction et est pour cette raison inscrit à l’annexe 2 de la directive Habitats et donc considéré, comme son habitat, comme d’intérêt européen.
On le considère comme un bon indicateur de la qualité des cours d'eau, car étant très sensible aux modifications physiques et biochimiques de son environnement.

## Description
De forme allongée et fusiforme, effilé et mince vers la queue, il est brun-jaunâtre tirant parfois nettement sur le gris.
Hormis dans la zone pectorale, son corps est protégé par des écailles cténoïdes plus longues que chez la perche et présentant des spinules plus nettes (qui donnent l'impression quand on le prend en main que son corps est rugueux).
Ses flancs sont marqués de 3 ou 4 bandes noirâtres descendant transversalement et obliquement vers le ventre. La première bande prend naissance sur la nuque à la première dorsale, mais n'est pas  toujours présente. La seconde est aussi la plus  longue, elle nait entre les dorsales, déborde sur  la seconde et descend jusque sous le ventre. La troisième, souvent nettement visible et assez  longue, nait à l’extrémité de la seconde dorsale. La quatrième bande, près de la nageoire caudale est plus courte. Moreau estimait en 1881 qu'il y avait de nombreuses nuances possibles par rapport à la teinte  générale, ainsi que dans la disposition des bandes. Ce motif disruptif lui procure un excellent camouflage dans les cailloutis de fond de cours d'eau.
La tête au museau gros et arrondi, à la bouche en position inférieure est déprimée dorso-ventralement, s’élargissant vers le dos, et lui donnant sa forme typique. Le crâne et l’espace situé entre les yeux sont garnis d’écailles. Le museau est dépourvu d'écailles, comme les mâchoires et les  joues.
Couleur : il porte en général 3 à 4 bandes sur les flancs, sauf lorsqu'il est posé sur un substrat de couleur uni : dans ce cas, les barres peuvent disparaitre. La tête peut également noircir ou pâlir selon l'environnement et le stress du poisson.

## Comportement
L'espèce est territoriale et benthique et ses populations naturellement peu denses.

Il se nourrit essentiellement la nuit.

## Habitat
Il vit dans des rivières courantes à fond de galets-graviers où alternent fosses et radiers, ces derniers étant nécessaires à sa reproduction.
Bien que pouvant supporter occasionnellement une température de l'eau voisine de 30 °C dans des rivières peu polluées (observation dans l'Ardèche et en captivité) et de faibles taux d'oxygène, l'espèce semble avoir récemment disparu des parties de cours d'eau où la température dépasse fréquemment 28 °C à la suite des effets combinés des prélèvements d'eau et du réchauffement climatique (Gard, Cèze, Durance aval, Ardèche aval...).

## Reproduction, cycle
La maturité sexuelle est atteinte à 1 ou 2 ans pour le mâle, à 2 ou 3 ans pour la femelle. Chaque femelle produit de 300 et 2 000 ovules, expulsés en une trentaine de fois, « à raison d’une quarantaine d’ovocytes à la fois », sur le gravier dans une zone de courant moyen, opération qui prend jusqu'à 7 heures. la ponte se fait de fin février à mi-mai dans une eau fraiche (8-12 °C) avec un maxima d'activité de reproduction en mars-avril dans une eau de 10 à 11 °C.
Dans le cadre du projet Life apron II, des caméras vidéos subaquatiques ont montré en 2008 que certaines femelles (les plus grosses en général) sont capables de diviser leur ponte en plusieurs nuits, avec 24 ou 48 heures de décalage, mais dans la majorité des cas, le frai ne dure qu'une nuit. Quelques cas de ponte faites de jour ont aussi été observées. Les mâles passent la saison de reproduction sur les frayères (où les femelles ne se rendent que pour pondre). Selon les observations rassemblées lors de cette étude, lors du frai, un à douze mâles courtisent une ou deux femelles et fécondent leurs œufs, mais, plus généralement, ce sont 2 à 3 mâles pour une femelle qui assurent la fécondation.

## Durée de vie
Son espérance de vie dans le milieu naturel est estimé à 3 ans sur un cours comme la Beaume à 6 ans sur le Verdon. Des variations existent selon les cours d'eau. Le record de longévité en captivité est de 9 ans.

## Causes de disparition
- Modifications de la morphologie des cours d'eau par curage, rectification/chenalisation, endiguement, création de retenues qui font disparaître les zones de courant nécessaires à la reproduction de l'espèce et à son alimentation ;
- fragmentation écologique des cours d'eau, faisant obstacle  aux déplacements de l'espèce (barrages, seuils), manque de passe à poissons adaptée, qui déconnectent les populations les unes des autres ;
- réchauffement climatique, qui par ses conséquences sur la diminution du débit des cours d'eau (assèchements estivaux) et la température estivale de l'eau, baisse de l'oxygénation). Pollution également en cause dans la disparition de certaines populations ;
- Pollution, eutrophisation (engrais agricole, nitrates transportés par les pluies...) ;

## Les programmes de préservation
Un premier programme Life piloté par Réserves naturelles de France de 1998 à 2001 a permis d’acquérir les bases de connaissances de l’espèce indispensables pour définir une stratégie de conservation qui s’est conclue par la rédaction d’un guide de gestion de l’Apron du Rhône.
Le second programme Life de préservation de l’Apron du Rhône et de ses habitats porté par le Conservatoire d'espaces naturels Rhône-Alpes en partenariat avec l’Office National de L’Eau et des Milieux Aquatiques de 2004 à 2010, a eu pour tâche de mettre en œuvre cette stratégie avec pour objectifs principaux :
- la recherche des populations d’Apron et l’évaluation de leur importance ;
- la mise en place d’un observatoire des populations d’Apron et de leur environnement ;
- des opérations expérimentales de réintroduction ;
- l’aménagement de passes à poissons pour restaurer la continuité des habitats ;
- des études expérimentales pour approfondir les connaissances sur la biologie et les comportements de l’espèce (reproduction artificielle, critères de dimensionnement des passes...) ;
- la communication pour faire connaître l’espèce et le programme de conservation.

La responsabilité de la France dans sa conservation a conduit le ministère de l’Écologie, du Développement durable, des Transports et du Logement à lancer, en 2010, la rédaction d’un plan national d’actions en faveur de l’Apron du Rhône avec le soutien de la Direction Régionale de l’Environnement, de l’Aménagement et du Logement de Rhône-Alpes. Ce plan d'actions concerne le territoire du bassin du Rhône et implique les 3 régions suivantes : la région Bourgogne-Franche-Comté, la région Auvergne-Rhône-Alpes, et la région Provence-Alpes-Côte d'Azur.
La rédaction de ce plan et sa mise en œuvre ont été confiées au Conservatoire d'espaces naturels Rhône-Alpes. Ce plan d'actions validé par le Conseil National de la Protection de la Nature à Paris, le 15 septembre 2011 a pris fin le 31 décembre 2016.
La stratégie à long terme de ce premier plan national d'actions était de conserver et étendre l'aire de répartition de l'apron sur le bassin du Rhône en définissant 4 axes majeurs :
1. la poursuite de l'acquisition de connaissances
2. la conservation et le suivi des populations
3. la mise en œuvre d'une gestion des cours d'eau adaptée à l'espèce pour son maintien et son extension
4. la poursuite du porter à connaissance de l'existence de l'espèce et des enjeux de sa conservation

Les 36 actions du PNA découlent des 6 objectifs spécifiques suivants déclinés en 15 objectifs opérationnels :
I- Améliorer les connaissances sur l’espèce et étudier les impacts potentiels des usages anthropiques                                               
- Observatoire Apron : surveiller les populations connues et leur environnement, recherche et suivi de leur extension
- Mieux appréhender le fonctionnement des différentes populations pour mieux aborder les causes du déclin.
- Étudier les impacts potentiels des activités touristiques aquatiques
- Améliorer la prise en compte de la conservation de l’apron dans l’orientation des choix de gestion des aménagements hydroélectriques
- Poursuivre l'amélioration des connaissances sur le maintien et la reproduction d'aprons en captivité
- Mieux connaître les interrelations avec les espèces autochtones et introduites
- Évaluer l'impact potentiel des micro-polluants sur l'espèce
- Évaluation finale des actions du volet d'amélioration des connaissances

II- Permettre l’accroissement des populations et le brassage génétique              
- Équipements d'ouvrages en passes à poissons adaptées à l'Apron ou rétablissement des écoulements naturels par arasement
- S'assurer de la bonne prise en compte des critères de dimensionnement des passes à poissons adaptées à l'Apron
- Augmenter les chances de survie de l'espèce par réintroduction ou renforcement

III- S'assurer de la bonne prise en compte de l'espèce dans les Pol. publiques, documents de planification et outils juridiques                                                      
IV- Conserver ou restaurer les habitats favorables à l'espèce                               
V- Communiquer, informer et sensibiliser un large public                                    
- Sensibiliser le grand public et les scolaires
- Sensibiliser les élus, usagers et gestionnaires des cours d'eau

VI- Coordonner les actions, relayer les informations et favoriser la coopération
- Mise en réseau des acteurs, coopération, cohérence des actions, transfert de savoir-faire
- Coordination du plan national d’actions

Les premiers éléments de bilan apparaissent positifs puisque pour la première fois le linéaire de présence de l'espèce a augmenté. En 2012, le linéaire connu était estimé à 240 km. En 2016, celui-ci est de 365 km et la présence de l'espèce est probable sur 200 km supplémentaires mais nécessite d'être vérifiée.